# 이종수 (도예가)
이종수(李鍾秀, 1935년 1월 1일 ~ 2008년 8월 6일)는 한국의 도예가이며, 출생지는 대전이며 본관은 경주(慶州)이다.
도예가 이종수(李鍾秀)는 1935년 대전 출생으로, 서울대 미대 응용미술과를 다니던 시절 처음 도예를 접했고, 1964년부터 1975년까지 대전실업대 교수를, 1976년부터 이화여대 미대 교수를 역임하다가 1979년에 교수직을 사임하고 전업 도예가의 길로 들어섰다.
현대 도예에서 흔히 사용되는 가스가마를 사용하지 않고, 손수 흙벽 오름새가마(여러칸의 가마, 登窯)를 만들고 장작을 때서 마치 옛 도공처럼 작업을 하는 모습은 그의 고집스러운 예술혼을 보여주는 한 단면이다.
전통적 방식으로 직접 제작한 계단식 오름새가마[登窯]를 사용하고, 땔감 또한 직접 마련하는 섬세한 작업을 통해 ‘이종수류 도자기’라는 명명한 작품들을 만들어 냈는데, 유약의 미세한 균열이 층을 이루고 이러한 층들이 중첩되는 표면질감이 특징이다.
그의 작품들은 크게 유백색 빛이 나는 백자들과 겉이 터지고 갈라져 마른 땅을 연상시키는 작품들 군(群), 그리고 디자인적인 도안에서 출발한 조형적인 작품들, 추상충동을 느끼게 하는 자유로운 형태의 작품들로 분류될 수 있다. 그의 모든 작품들은 그릇(器)의 형태를 기본으로 하고 있으며, 우리나라의 도예 전통의 맥락 가운데 현대의 한 위치를 점하고 있다. 그러나 전통의 어떤 측면을 되살리려 시도하는 것이 아니라 전통적인 제작 방법을 계승하되 동시대인의 정신을 담아내고 있다는 점이 남다른 지점이다.
도자기 제작에서 불을 가장 중시하여 ‘불의 예술이며, 기다림의 미학’이라는 말을 남겼다.
주요 작품으로는 「마음의 향(鄕)」,「잔설(殘雪)의 여운(餘韻)」,「경(景)」,「겨울열매」등이 있다.

## 생애
'옳다고 생각되는 쪽으로 마음을 기울이고 산다'를 생활철학(生活哲學)이자 좌우명(座右銘)으로 삼아 평생(平生)을 한결같이 한국 전통 도예의 계승 발전을 위해 혼신(渾身)의 노력(努力)을 경주(傾注)해 온 인사로, 일찍이 대학 강단에 몸담아 전문 생활미술 및 도예 인력의 양성에 심혈을 기울여 많은 후진을 육성(育成) 배출(輩出)하였고, 한국 현대 도예계를 대표하는 원로 도예가로서 한국 도자 예술의 우수성을 전 세계에 널리 알리는 데 견인차(牽引車) 역할(役割)을 담당해온 교육 및 문화예술(文化藝術) 유공인사(有功人士)이다.
본관(本慣)은 삼한(三韓) 굴지(屈指)의 명벌(名閥)을 자랑하는 명문거족(名門巨族) 경주(慶州)요, 일제강점기(日帝强占期) 1935년 1월 1일 충절(忠節)의 고장 대전에서 부친(父親) 이규백(李圭伯) 공과 모친(母親) 김분남(金分男) 여사(女史)의 아들로 태어나 전통적(傳統的)으로 숭문예학(崇文禮學)해 온 유서(由緖)깊은 선비 집안에서 엄격(嚴格)하고 법도(法度)있는 가정교육(家庭敎育)을 받으며 인의(仁義)와 도리(道理)를 중히 여길 줄 아는 올곧은 인물(人物)로 성장(成長), 서울대학교 미술대학 응용미술과를 졸업하였다.
이후 대학 강단에 투신해 대전실업대학 생활미술과 주임교수, 이화여자대학교 미술대학 도예과 교수 등으로 봉직하면서 전문 도예 인력을 육성하는데 전심전력(全心全力)하던 중 뜻한 바 있어 정년이 보장된 교직도 마다한 채 작품 생활에 전념하였다.
그간 일본 동경주재 한국문화원 개인전을 비롯해 국내외에서 총 17회에 걸쳐 개인전을 열었고, 미국 샌디에이고 하이트갤러리 한국현대도예초대전, 뉴욕 국제미술제, 중국 국제교류 정선작품 초대전, 대전시립미술관 개관기념 초대전, 샌디에이고 한국도예의 전통과 변진 초대전, 일본 소에다 오구홀 마음의 향 시리즈전, 가나아트갤러리 기획초대전, 대전 아주미술관 기획초대전, 대전시립미술관 기획초대전 등 각종(各種) 국내외 단체전 및 초대전에 출품해 한국을 대표하는 도예가 중 한 사람으로 확고(確固)한 기반을 굳혔다.
나아가 대한민국미술전람회 공예부 입선 16회 및 특선 1회를 비롯해 대한민국 보관문화훈장, 대전광역시 시민대상, 충청남도문화상, 한국미술문화대상전 초대작가상, 한국가톨릭 미술 본상, 대전광역시 미술대전 초대작가상, 충청남도지사 감사패, 대전광역시장 감사장 등을 받았다. 전국 디자이너 공예부 제9호(상공부장관)로 등록되어 있고, 대표적인 논문으로는「한국 도예작품이 지닌 역사적인 고찰-작품제작의 정립을 위한 방향」,「불의 예술, 도자기」가 있고, 독실(篤實)한 천주교 신자로서 가족(家族)으로는 부인 송경자(宋京子) 여사(女史)와 슬하(膝下)에 3남을 두었다. 둘째 아들 이철우(李鐵雨)가 아버지의 맥(脈)을 잇고 있으며, 생애 마지막 전시인 대전시립미술관 ‘겨울열매展’을 종료한 뒤 3일후인 2008년 8월 6일 폐암으로 세상을 떠났다.

## 학력
- 1942 - 1948 대전신흥국민학교
- 1948 - 1951 대전공업중학교 건축과
- 1951 - 1954 대전공업고등학교 건축과
- 1954 - 1963 서울대학교 응용미술과 졸업

## 경력
- 1976 - 1979 이화여자대학교 미술대학 도예과 교수
- 1965 - 1975 대전실업대학 생활미술과 주임교수

## 논문
- 1975 「한국 도예작품이 지닌 역사적인 고찰-작품제작의 정립을 위한 방향」
- 2001 「불의 예술, 도자기」

## 수상
- 2008 대한민국 보관문화훈장
- 2008 대전광역시 시민대상
- 2000 한국가톨릭미술 공예부문 본상
- 1999 대전광역시 미술대전 초대작가상
- 1984 한국미술문화대상전 초대작가상
- 1974 충청남도지사 감사패
- 1969 충청남도 문화상
- 1969 대전시장 감사장
- 1962~1978 국전 공예부 입선 17회 및 특선 2회

## 전시활동

### 개인전
- 대전시립미술관 이종수 '5주기' 展 (2013)
- 대전시립미술관 '겨울열매' 展 (2008)
- 아주미술관 '달을 품은 어머니' 展 (2005)
- 서울 가나아트센터 기획초대 展 (2003)
- 서울 정송갤러리 도자기 展 (1997)
- 서울 정송갤러리 도자기 展 (1995)
- 서울 정송갤러리 도자기 展 (1993)
- 서울 정송갤러리 도자기 展 (1992)
- 서울 정송갤러리 도자기 展 (1991)
- 서울 정송갤러리 도자기 展 (1990)
- 대전문화원 도자기 展 (1989)
- 서울 정송갤러리 도자기 展 (1988)
- 일본 동경 한국문화원 도자기 展 (1988)
- 서울 정송갤러리 도자기 展 (1987)
- 서울갤러리 도자기 展 (1986)
- 대전 반도화랑 도자기 展 (1984)
- 대전 신신화랑 도자기 展 (1982)
- 서울 고려화랑 도자기 展 (1982)

### 단체전
- 서울 이화익 갤러리 'A Homage to Lee Jong-Soo' 展 (2009)
- 미국 샌디에고시립대학 LRC홀 '한국도예의 전통과 변형' 展 (2003)
- 일본 한국도산학술연구원 소에다오구홀 '마음의 향 시리즈' 展 (2000)
- 중국 경덕진 도자아카데미 '국제도자展' (1999)
- 대전시립미술관개관기념 '공간확산展' (1998)
- 미국 뉴욕 단갤러리 '뉴욕국제미술제' (1994)
- 국립현대미술관 '한국현대도예 30년展' (1994)
- 미국 샌디에고 하이드갤러리 '한국현대도예展' (1993)